# الفهد (فلم)
الفهد  فيلم سوري أبيض وأسود من إنتاج المؤسسة العامة للسينما - دمشق / سوريا عام 1972، إخراج نبيل المالح عن رواية بنفس العنوان لحيدر حيدر، بطولة أديب قدورة وإغراء وهو من الأفلام الهامة في السينما السورية. 
فاز فيلم الفهد بالعديد من الجوائز العالمية منذ السبعينات، إذ نال جائزة لجنة التحكيم في مهرجان دمشق السينمائي الدولي عام 1977 وجائزة تقديرية من مهرجان لوكارنو السينمائي 1972، وجائزة تقديرية من مهرجان كارلو فيفاري عام 1972، وجوائز عديدة في مهرجانات دولية.

## الأفلام الخالدة في آسيا
تم دعوة السينما السورية لمهرجان بوزان الدولي للآفلام الآسيوية وتم اختيار فيلم الفهد عام 2005 ضمن الافلام الخالدة وأهم الأفلام في تاريخ السينما الآسيوية، وحصل الفيلم على جائزة مهرجان بوزان الدولي للسينما في كوريا الجنوبية تحت عنوان «الأفلام الخالدة» كواحد من أهم الأفلام في تاريخ السينما الآسيوية.

## الفيلم في سطور
- فيلم : الفهد
- إخراج : نبيل المالح
- قصة : حيدر حيدر
- تأليف الأغاني : ممدوح عدوان
- موسيقى : سهيل عرفة
- مدير تصوير : حسن عز الدين
- المدة : 110 دقيقة
- تنفيذ وإنتاج : المؤسسة العامة للسينما - سوريا
- طول الفيلم : 110 دقيقة أبيض وأسود
- سنة الإنتاج : 1972 م

### بطولة وتمثيل
- أديب قدورة
- إغراء
- خالد تاجا
- أسعد فضة
- أحمد عداس
- جورج كنعان
- سهيل خليل
- بشار القاضي
- سليم صبري
- عبد الوهاب الجراح
- نديم شراباتي

ومجموعة من الممثلات والممثلين السوريين المتميزين.